# Livia Drusilla Augusta

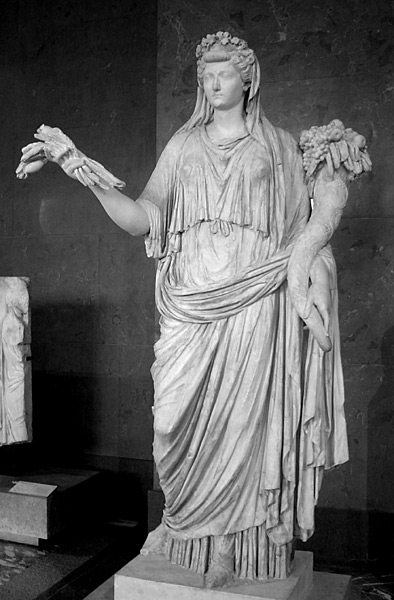
Kultikus szobor: Livia mint Ops, kezében gabonakéve és bőségszaru (1. század, Louvre)

Livia Drusa Augusta, Livia Drusilla, vagy Julia Augusta (Kr. e. 58. január 30. – Kr. u. 29. szeptember 28.) Augustus császár felesége, tanácsadója és időnként helyettese, a Római Birodalom egyik legnagyobb hatalommal bíró asszonya. Első házasságából született fia, Tiberius később császár lett, de unokája, Claudius, dédunokája, Caligula és ükunokája, Nero is a birodalom élére került.
Claudius idején nyilvánították istenivé.

## Házassága Augustusszal
Marcus Livius Drusus Claudianus és felesége, Alfidia gyermekeként született Kr. e. 58-ban. Anyai nagyapja, Aufidius Lurco egy itáliai kisvárosból származott, magistratus volt. Republikánus atyja a Philippinél elszenvedett vereség után öngyilkosságot követett el. A kicsinyítő képzős Drusilla néven is gyakran említik, ami arra utalhat, hogy második lány volt a családban.
Kr. e. 42-ben, 15-16 évesen feleségül ment Tiberius Claudius Neróhoz, patricius származású unokafivéréhez. A Julius Caesar halálát követő polgárháborúban férje Octavianus ellenzékéhez – először Marcus Antonius illetve bátyja, Lucius Antonius, majd a Szicíliát uraló Sextus Pompeius táborába tartozott, majd a Kr. e. 39-es amnesztia után találkoztak az ifjú politikussal. Ekkor Liviának már volt egy fia, a később császári trónra jutó Tiberius, és éppen hatodik hónapos várandós volt a második gyermekével (az idősebb Drususszal). A história szerint Augustus nyomban szerelmes lett Liviába, és már mindkettejük válásának kihirdetése után egy nappal összeházasodtak. Valószínűsíthető, hogy Claudius Nero beleegyezett a dologba, mivel megjelent a menyegzőn. A frigy észszerű magyarázata az lehet, hogy Nero így biztosította politikai (és talán szó szerint vett) túlélését, Augustus pedig megszerezte magának a nagy múltú Claudius család támogatását. Mindenesetre Livia és Augustus az elkövetkező 52 évben együtt maradt, noha gyermekeik sem születtek. Livia mindvégig férje különleges belső tanácsadója maradt.

## Livia, az első római császárné
Marcus Antonius Kr. e. 31-ben Actiumnál vereséget szenvedett Octavianustól, és hamarosan öngyilkosságot követett el. Livia férjének nem maradt számottevő ellenfele, így nemsokára kiépíthette a római császárság, a principatus rendszerét, melyben hű támaszra lelt feleségében. A császári pár a birodalom számára szerepmintává vált. Mérhetetlen gazdagságuk és hatalmuk ellenére meglehetősen szerényen éltek a Palatinuson épült házukban. Livia a római matrona eszményét testesítette meg. Nem viselt túl sok ékszert, sem kirívó ruhákat; felügyelte a háztartást, és szemet hunyt Augustus kisebb nőügyei felett.
Kr. e. 35-ben Augustus bizalmának azzal a jelével tüntette ki Liviát, hogy lényegében átengedte neki saját pénzügyei irányítását, emellett szobrot emeltetett neki (ugyanebben a kitüntető figyelmességben részesült ekkor Augustus nővére, Octavia is). Livia nő létére saját cliensekkel is büszkélkedhetett, és sok védencét emelte be a politika színpadára, így például a későbbi Otho császár nagyapját, vagy élete vége felé magát Galbát.
Livia ambiciózus anyának mutatkozott, amikor fiait igyekezett minél jobb hatalmi pozíciókba juttatni. Könnyebbséget jelentett számára, hogy a princepsnek mindössze egyetlen gyermeke született (Julia a második, Scriboniával kötött házasságából). A császárné elérte, hogy Tiberius feleségül vegye Juliát, Drusus pedig Augustus egyik szeretett unokahúgát, Antoniát vette nőül. Livia két gyermeke kiváló hadvezérként szolgálta a császárt és a birodalmat. A szóbeszéd úgy tartotta, hogy része volt az Augustus által először kiszemelt örökösök – Marcus Claudius Marcellus, Marcus Vipsanius Agrippa, Caius és Lucius Caesar – idő előtti elhalálozásában. Az ókori történetírók közül egyedül Tacitus vádolta meg ezzel, és a modern történészek nagy része elveti az intrikus Livia-képet. Mindenesetre végül Tiberius lett Augustus örököse, noha állítólag a princeps nem igazán kedvelte fogadott mostohafiát.

## Livia özvegysége
Augustus Kr. u. 14-ben hunyt el, a senatus pedig hamarosan istenivé nyilvánította. Végakaratában Liviára hagyta vagyonának egyharmadát, a fennmaradó kétharmadot pedig Tiberius örökölte. Egyúttal befogadta Liviát a Julius-családba, így patríciussá tette, és megadta neki az Augusta címet. Mindezek révén Julia Augusta megőrizte politikai súlyát és hatalmát.

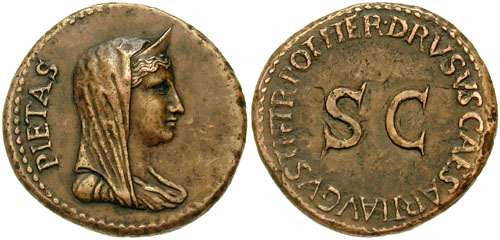
Livia mint Pietas (Kegyelet)

Egy ideig Livia és fia jó viszonyt ápolt egymással: 20-ban például hazaárulás vádjával ítélték el valakit, aki az anyacsászárné ellen szólt, 24-ben pedig az új császár külön színházi ülést adományozott édesanyjának a Vesta-szüzek között. Végül azonban a korosodó Tiberius féltékeny és ellenséges lett Livia pozíciójával szemben. Valószínűleg főleg az a tudat bosszantotta, hogy anyjának köszönhette trónját. Ezért aztán a senatusban betiltotta az Augusta cím használatát, és az Augustus által Liviának adományozott privilégiumok zömét is megvonta.
Livia 86 évesen halt meg 29-ben. Tiberius ekkor már az egész közélettől elfordult, és kegyencein keresztül irányította birodalmát a Capri szigetén épült kéjlakából. Anyja temetésén meg sem jelent, megvétózott minden neki adott megszavazott megtiszteltetést, és még végakaratának végrehajtását is megakadályozta. Az ünnepségek egyébiránt nyilvánosak voltak, de meglehetősen szerény keretek között folytak le. A gyászbeszédet a kis Caius Caligula tartotta. Liviát Augustus mauzóleumában helyezték örök nyugalomra. Kr. u. 42-ben Claudius elismerte nagyanyja megistenülését, és szobrot emeltetett neki Augustus templomában, így Livia a császárkultusz részévé vált.
Rómától északra álló primaportai villája ma is látogatott történelmi emlékhely.

## Külső hivatkozások
- Életrajz (angol)
- De Imperatoribus Romanis (angol)